# Сушко Ірина Миколаївна
Сушко́ Іри́на Микола́ївна — громадська діячка, аналітикиня, публіцистка, експертка з аналізу візових і міграційних політик, управління кордонами, питань свободи пересування, євроінтеграції. Є засновницею та виконавчою директоркою громадської організації «Європа без бар'єрів». Найбільш відома завдяки діяльності у сферах моніторингу й аналізу візової політики країн-членів ЄС, адвокації безвізового режиму з ЄС і пов'язаних з ним реформ в Україні, аналізу державних політик у сфері управління міграцією та кордонами.

## Біографія
Народилася 16 липня 1974 року. Випускниця Центральноукраїнського державного педагогічного університету імені Володимира Винниченка, історик за фахом. Після здобуття освіти кілька років викладала історію, займалася краєзнавчими студіями у Києві.
З 2001 по 2009 роки працювала аналітиком і проектним менеджером у Центрі миру, конверсії та зовнішньої політики, де координувала напрям з аналізу візової практики та міграційної політики країн-членів Європейського Союзу.
З 2006 по 2011 рік викладала історію та етнологію у Київському університеті економіки та права (КРОК) і Київському бізнес-ліцеї.
У 2009 році стала співзасновницею і виконавчим директором громадської організації «Європа без бар'єрів», яка працює у сфері свободи пересування.
З 2015 року очолює Міжнародну коаліцію «За Європу без віз».
У 2015—2016 роках — Національний координатор Української національної платформи Форуму громадянського суспільства Східного партнерства — коаліції, що об'єднує близько 200 українських громадських організацій.
У 2016 році — член Правління Офісу зв'язку українських аналітичних центрів у Брюсселі.
У 2016—2018 роках — член Громадської ради при Державній міграційній службі України.

## Професійна діяльність
Співрозробниця методології моніторингу візової практики держав-членів ЄС, який проводився з 2008 по 2015 рік. Основні напрямки громадської діяльності й аналітики:
- моніторинг візової практики ЄС
- виконання Угоди з ЄС про спрощення оформлення віз
- виконання І і ІІ фаз Плану дій з візової лібералізації
- адвокація безвізового режиму в ЄС
- інформування громадян України про правила користування безвізовим режимом
- моніторинг і аналіз мобільності українців після 2014 року
- моніторинг дотримання реформ у рамках Плану дій з візової лібералізації після набуття безвізового режиму
- аналіз і адвокація підписання Угоди про Спільний авіаційний простір з ЄС
- моніторинг і аналіз міграційних процесів
- моніторинг і аналіз державної політики у сфері міграції й управління кордонами

## Досягнення
У 2016 році внесена до рейтингу «ТОП-100 найуспішніших жінок України» за версією журналу «Новое время».
У 2017 році нагороджена Орденом «За заслуги» ІІІ ступеня з формулюванням «За значний особистий внесок у реалізацію євроінтеграційних прагнень України, запровадження Європейським Союзом безвізового режиму, зміцнення міжнародного авторитету держави, багаторічну плідну працю та високий професіоналізм».